# КСК (портовый терминал)
КСК — глубоководный зерновой терминал, крупнейший в Азово-Черноморском бассейне по объёму перевалки по итогам зернового сезона 2023/2024 года. Терминал осуществляет перевалку насыпных, генеральных и ро-ро грузов в порту Новороссийска. Запущен в эксплуатацию в 2006 году, входит в структуру стивидорного холдинга «ДелоПортс».

## История
«Зерновой терминал КСК» (прежнее название  «Комбинат «Стройкомплект» начал работу в 2006 году. Он разместился на 7 га территории одноимённого предприятия, в прошлом — завода «Стройдеталь» треста «Новороссийскморстрой» Минтрансстроя СССР, имевшего собственные крытые склады, стоянки для автомобильного транспорта и 4 причала III класса.
В 2007 году собственник терминала Группа компаний «Дело» приняла решение о реконструкции, проект которой предполагал строительство портового элеватора мощностью 120 тысяч тонн, устройство железнодорожной ветки и оборудование причала для приёма судов грузоподъемностью до 30 тысяч тонн. Инвестиции в проект составили 1,5 млрд рублей (кредит был предоставлен Сбербанком). С окончанием I очереди строительства в 2012 году терминал вышел на пропускную способность в 2 млн тонн зерна в год. Сдача II очереди увеличила мощность терминала до 3,5 млн тонн.
В 2012 Зерновой терминал «КСК» в числе других стивидорных активов Группы был консолидирован в холдинговую компанию DeloPorts.
В сентябре 2013 года на территории КСК был введён в эксплуатацию комплекс по перевалке автомобилей на черноморском побережье России мощностью 50 тыс. автомобилей в год. В него входит специальный причал для Ро-Ро грузов и площадка для хранения 733 автомобилей.
В 2018—2019 годах завершилось строительство дополнительного силосного парка объёмом 102 тыс. тонн, строительство дополнительной линии приемки зерна с ж/д и автотранспорта. Были проведены работы по расширению собственной сертифицированной лаборатории для контроля качества перегружаемого зерна. Скорость обработки выросла с 400 до 600 машин в сутки, железнодорожная инфраструктура  позволяла обрабатывать до 150 вагонов в сутки (прежде — 100). В начале 2020 года введена в эксплуатацию береговая составляющая проекта по реконструкции зернового терминала. Территория КСК расширилась до 12,4 га, у терминала два глубоководных причала, один из которых -  глубиной от 11,2 метров до 12,4 метров,  - силосы общей ёмкостью 220 тыс. тонн, 3 линии автоприёма и 3 линии ж/д приёма по 2 вагона каждая. Обновленный терминал увеличил свою мощность до 5,5 млн тонн.
В 2021 году введен в эксплуатацию новый глубоководный причал 40А. Его длина составляет 309 метров, общая площадь – почти 7,7 тыс. кв. м. Глубина возле причала доведена до 16,9 метров, что делает его самым глубоководным в Азово-Черноморском бассейне. Это позволяет терминалу обрабатывать суда дедвейтом свыше 100 тыс. тонн и осадкой до 14,4 метров. С запуском причала плановая мощность КСК увеличилась до 7,0 млн тонн в год. 
В конце 2023 года в рамках программы расширения мощностей КСК ввёл в эксплуатацию третью судопогрузочную машину (СПМ). Это позволило увеличить производительность погрузки зерна на суда в 1,5 раза, до 2,4 тыс. тонн в час.
В апреле 2024 года КСК ввёл в эксплуатацию второй центр, предназначенный для высокоточного анализа и оценки зерна, отгружаемого на экспорт через. Центр расположен за пределами жилых районов Новороссийска, что значительно снизило нагрузку на дорожную сеть города. Мощность зернового терминала составляет 10,5 млн тонн в год.
Общая площадь терминала составляет 13,1 га. КСК осуществляет перевалку на 6 трёх причалах, является единственным зерновым терминалом с заездом с федеральной трассы М4 «Дон». 

## Грузооборот
Основные направления поставок — страны Персидского залива, Африки и Латинской Америки.
| Год                        | 2015 | 2016 | 2017 | 2018 | 2019 | 2020 | 2021 | 2022 | 2023 | 2024 |
| -------------------------- | ---- | ---- | ---- | ---- | ---- | ---- | ---- | ---- | ---- | ---- |
| Перевалка зерна, млн. тонн | 3    | 3,3  | 4,21 | 4,79 | 3,6  | 5,1  | 4,8  | 6    | 8,2  | 10,3 |

В октябре 2024 года КСК установил абсолютный рекорд России, перевалив 1,076 млн тонн зерна. Такие объёмы перевалки пока не доступны ни одному другому зерновому терминалу в стране. Предыдущий месячный рекорд был установлен в апреле 2024 года – 1,03 млн тонн зерна.

## Собственники и руководство
До 2013 года единственным владельцем зернового терминала КСК была ГК «Дело», новороссийские стивидорные активы которой были структурированы в рамках холдинга «ДелоПортс». В конце 2013 года ГК «Дело» продала 25 % и 1 акцию КСК своему крупному клиенту — американской продовольственной компании Cargill, которая обеспечивала около 20 % грузооборота КСК. Вместе с блокирующим пакетом Cargill получил одно из пяти мест в совете директоров КСК. Генеральным директором АО «Зерновой терминал «КСК» является Александр Труханович.
В 2024 году Группа компаний «Дело» завершила процесс консолидации 100 % акций АО «Зерновой терминал «КСК» закрыв сделку по выкупу пакета в 25 % плюс одна акция КСК.

## Галерея

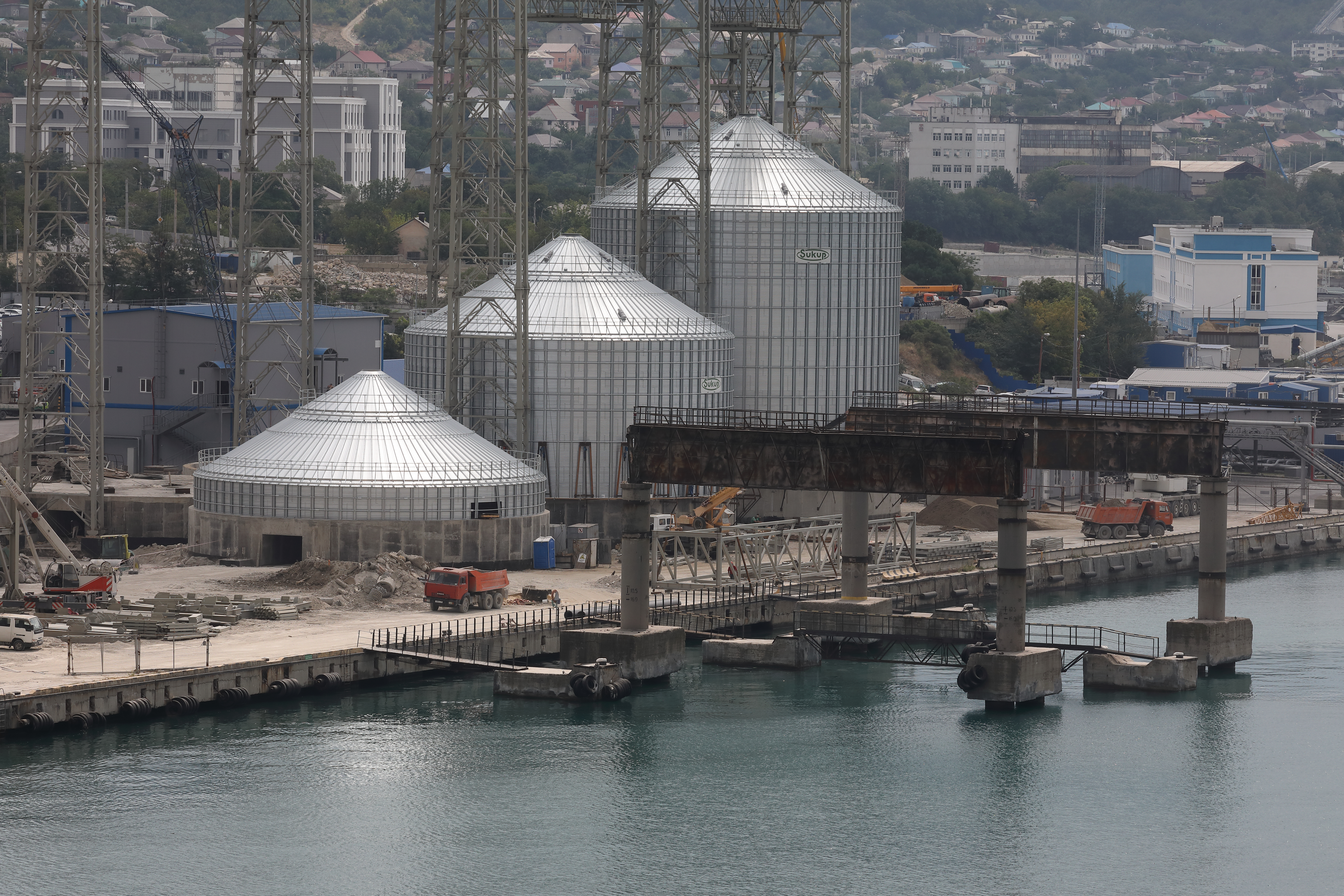
Терминал в 2018 году
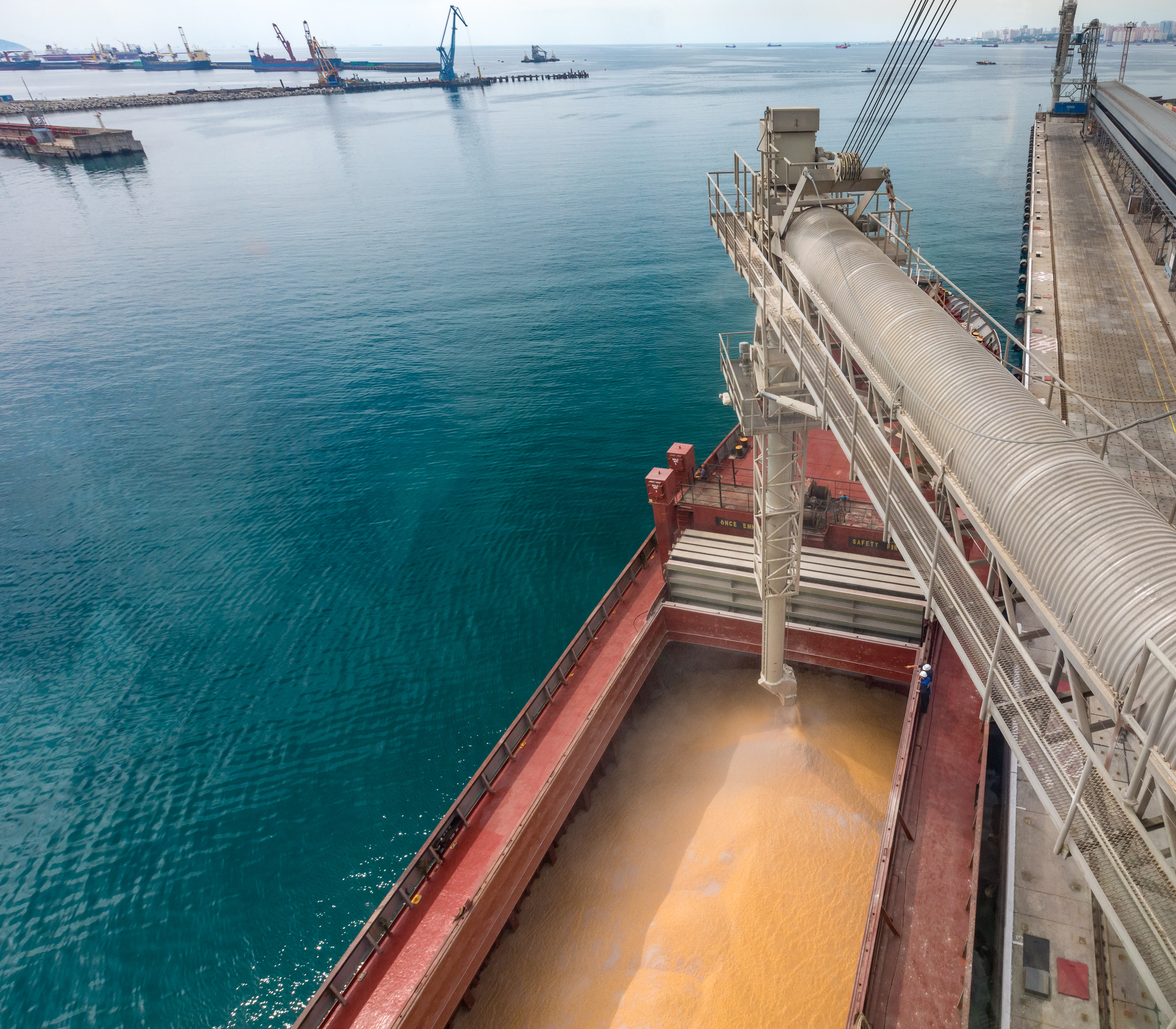
Погрузка зерна
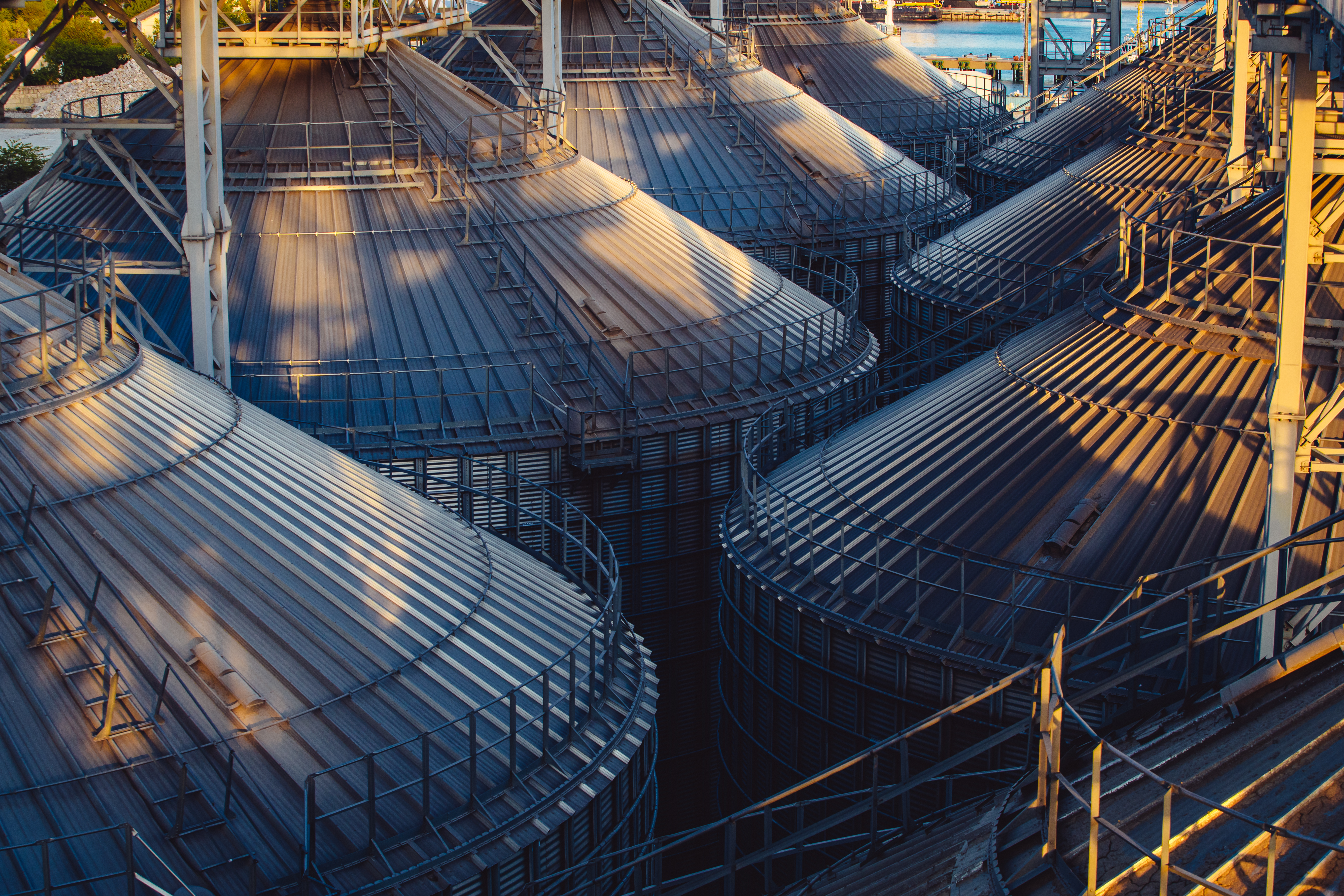
Терминал в 2023 году